# Wieża w Stołpiu
Wieża w Stołpiu – ruiny średniowiecznej wieży we wsi Stołpie w województwie lubelskim, w odległości około 8 kilometrów od Chełma, tuż przy drodze krajowej nr 12. W XIX wieku miejscowość ta miała także alternatywną nazwę Stołb.
W roku 2020 na zlecenie Wojewódzkiego Urzędu Ochrony Zabytków wieża zyskała drewniany dach.

## Historia

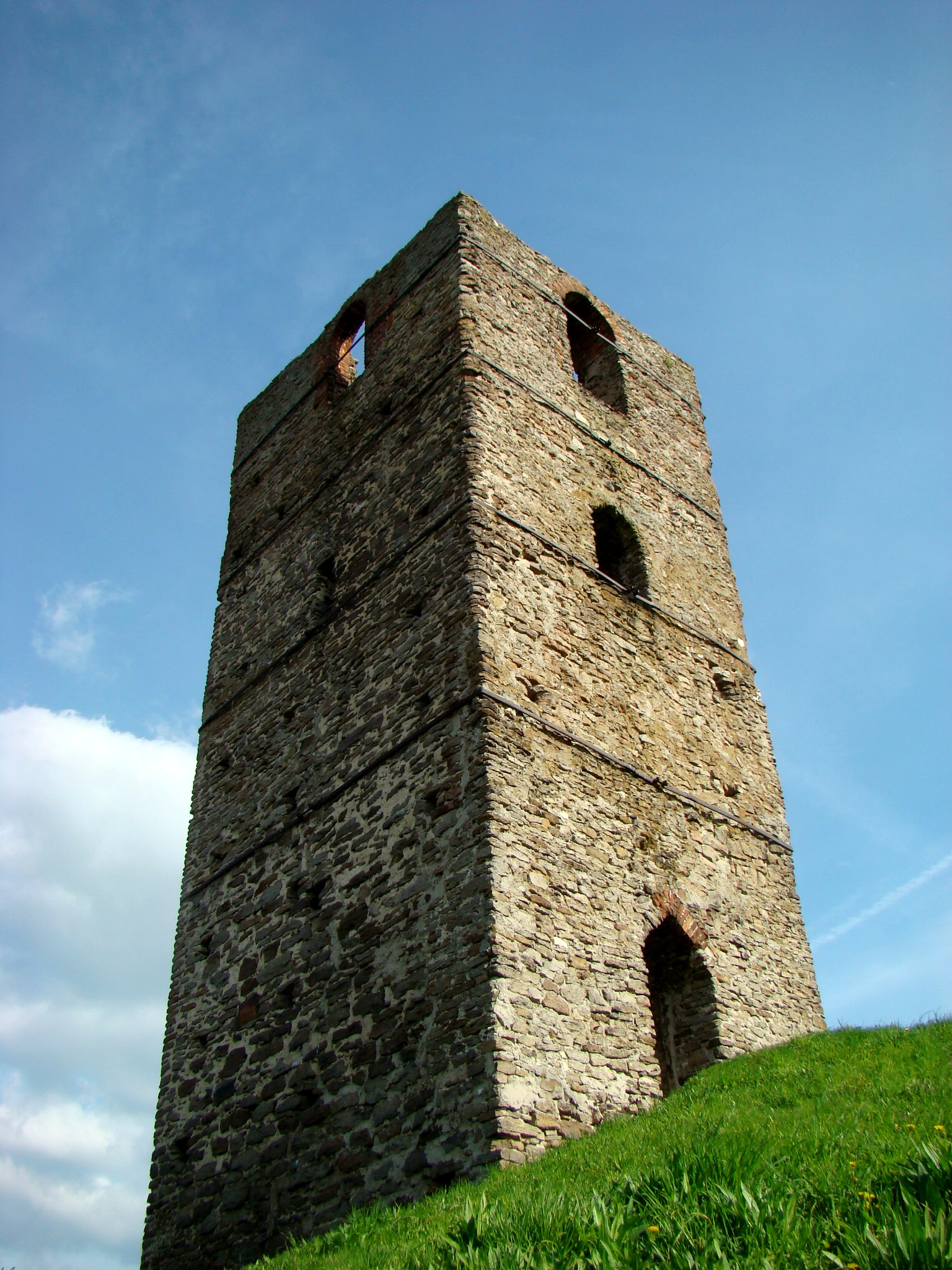

Słownik geograficzny Królestwa Polskiego i innych krajów słowiańskich (t. I, str. 555) podaje, że w Latopisie ipatijewskim (hipackim) (wyd. Petersburg 1843) pod datą 1259 znajduje się zapis, że Daniel Halicki, książę halicko-wołyński, osiadłszy w Chełmie, chcąc umocnić miasto i uczynić je bardziej obronnym, zbudował niedaleko niego wieżę, z której widać było okolice Chełma, a ponadto słup kamienny (stołp) zwieńczony orłem wyciosanym z kamienia, oddalony o milę od miasta. Słownik geograficzny Królestwa Polskiego identyfikuje pierwszą z tych wież z wieżą w Bieławinie (o pół mili od miasta), zachowaną jako resztki fundamentów w granicach administracyjnych Chełma, drugą zaś z wieżą w Stołpiu (odległość 1,5 mili od miasta); miały to być wieże strażnicze, tzw. ostrzeżniki, strzegące podejść do zamku książęcego położonego na Wysokiej Górce w Chełmie, uniemożliwiające nieprzyjacielowi niespodziewane zbliżenie się do miasta.
W dziele biskupa unickiego Jakuba Suszy Phoenix tertiato redivivus… (1646) znajdują się wzmianki o podaniach o pogańskiej genezie wieży w Stołpiu i o cudownych właściwościach leczniczych wody wypływającej ze źródeł usytuowanych u jej podnóża (podrozdział „O Wieżach pod Chełmem”, w którym wieże w Stołpiu i Bieławinie są nazywane „wieżami” lub „słupami”). Miejsce to było uważane za zagadkowe już w XVI i XVII wieku.
W 1925 roku wieżę w Stołpiu odwiedził marszałek Józef Piłsudski.

## Badania naukowe
Badania archeologiczne wież w Stołpiu i Bieławinie zostały zainicjowane przez naukowców rosyjskich na początku XX wieku; w latach 1909–1912 ekipa kierowana przez Pawła Pokryszkina odkryła w Stołpiu m.in. posadzkę złożoną z 5 rozet o średnicy 50 cm, przeniesioną do Muzeum Archeologiczno-Cerkiewnego w Chełmie. Opis obiektu dokonany w latach 1976–1978 przez zespół pod kierownictwem profesor Ireny Kutyłowskiej z Uniwersytetu Marii Curie-Skłodowskiej w Lublinie podaje następujące wymiary zabytku: zewnętrzna część budowli to prostokąt o wymiarach 5,7 m na 6,6 m, natomiast wnętrze ma kształt cylindryczny (wymiary 3 do 3,6 m), przechodzący na ostatniej kondygnacji w ośmiobok. Budulec to zlepieńce trzeciorzędowe oraz cegła palcówka (na najwyższej kondygnacji).
W latach 2003–2005 zespół archeologów z Chełma, współpracujących z Instytutem Archeologii Uniwersytetu Warszawskiego, Instytutem Archeologii i Etnologii Polskiej Akademii Nauk, Instytutem Historii Sztuki Uniwersytetu Jagiellońskiego oraz badaczami z Francji i Ukrainy, prowadził kompleksowe badania wieży w Stołpiu i jej otoczenia pod względem archeologicznym, architektonicznym, geomorfologicznym, hydrologicznym, geofizycznym i dendrochronologicznym; dokonano również kwerend w archiwach polskich i rosyjskich (Sankt Petersburg). Prace te, kierowane przez profesora Andrzeja Buko, koordynował Instytut Archeologii i Etnologii PAN.
W trakcie badań ustalono, że wieża powstała najwcześniej u schyłku XII wieku i funkcjonowała prawdopodobnie do schyłku XIII wieku, choć jej wtórne wykorzystywanie mogło trwać dłużej. Obok wieży znajdowała się prostokątna kamienna platforma o wymiarach 12,5 metra na 15,4 metra, o wysokości około 2,5 metra; w jej południowej części stał duży drewniany budynek o nieznanym przeznaczeniu, spalony pod koniec XIII wieku. Na terenie stanowiska odkryto pozostałości spalonych umocnień palisadowych.
Badania wykazały, że obiekt był użytkowany co najmniej w trzech fazach; górne kondygnacje wieży były wielokrotnie przebudowywane. Na obecnej najwyższej kondygnacji znajdowała się kaplica; w wielu miejscach stanowiska odnaleziono szkliwione płytki posadzkowe pochodzące z tego samego warsztatu, który wykonał podobne płytki znalezione na terenie zamku księcia Daniela Halickiego na Wysokiej Górce w Chełmie.
Przeznaczenie wieży może być przedmiotem kontrowersji naukowych. Część (zwłaszcza starszych) prac wskazuje na jej militarny, obronny charakter; nowsze źródła podkreślają sakralny charakter zabytku (istnienie kaplicy na obecnej najwyższej kondygnacji). Wysunięto przypuszczenie, że mogła to być wieża klasztorna, gdzie przebywała wielka księżna, żona Romana Halickiego, która po śmierci męża w bitwie pod Zawichostem w 1205 roku osiadła około 1220 roku w niezidentyfikowanym miejscu, prawdopodobnie położonym w pobliżu Chełma. Przyjmuje się, że mogła ona pochodzić z Bizancjum; w średniowiecznej Grecji podobne wieże były wznoszone jako prywatne kaplice dla członków elit arystokratycznych.

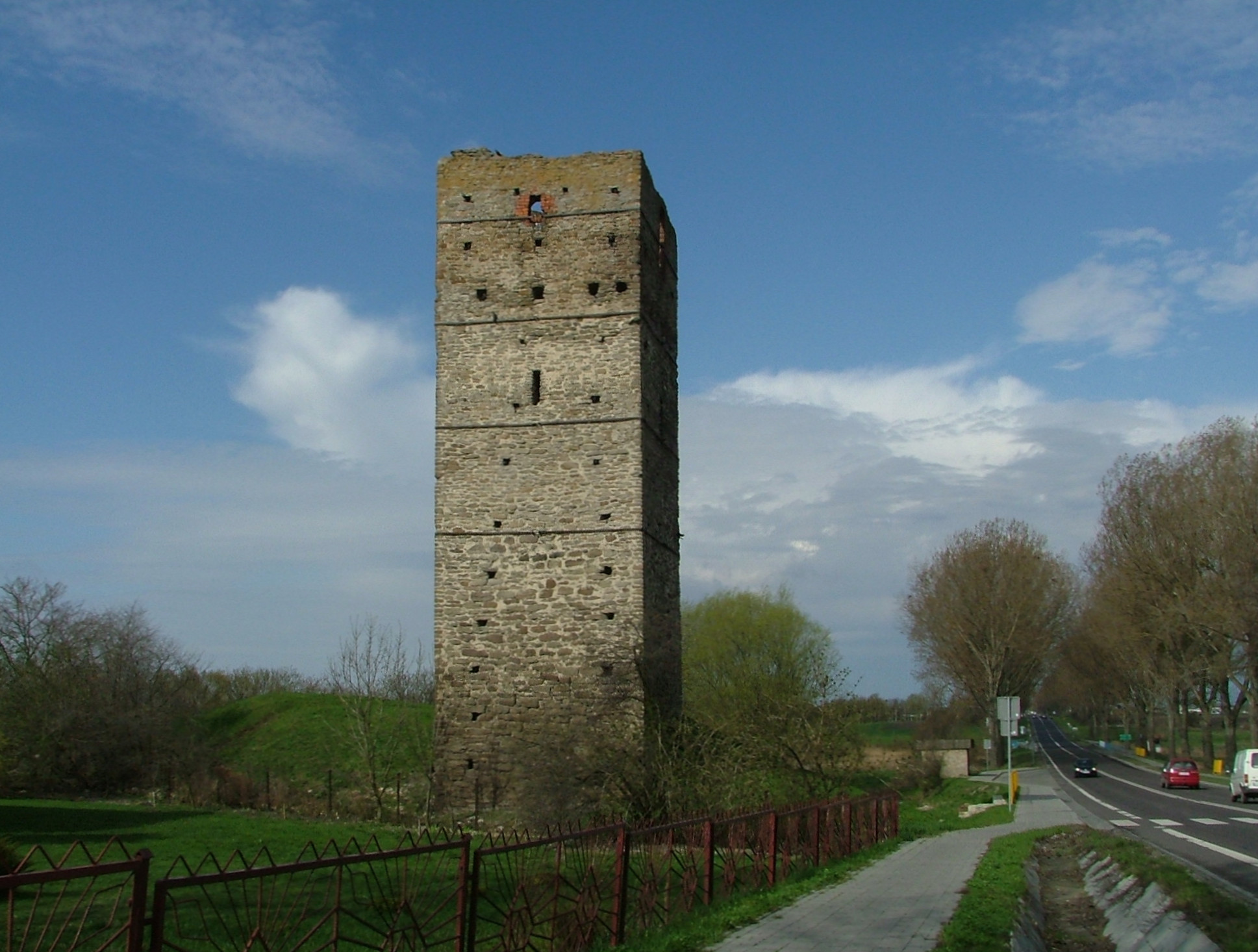
Widok od strony Chełma

Wyniki analiz dendrochronologicznych i datowań radiowęglowych szczątków drewnianych palisad odkrytych koło wieży sugerują, że w latach 80. XIII wieku obiekt uległ wtórnej militaryzacji; przystosowano go do pełnienia funkcji obronnych. Powstał wówczas niewielki kompleks warowny złożony z wieży, umocnień palisadowych i wykopanej fosy; kompleks ten uległ gwałtownemu zniszczeniu na przełomie XIII i XIV wieku w wyniku pożaru; nie odbudowano go i wieża zaczęła popadać w ruinę.
Współczesne badania wskazują, że wieża powstała w kręgu kultury rusko-bizantyjskiej; podobne budowle znajdowały się również w Włodzimierzu i Uhrusku. W starszej literaturze przedmiotu pojawiały się także hipotezy, że fundatorami wieży w Stołpiu mogli być władcy piastowscy, m.in. Kazimierz Sprawiedliwy lub Henryk Sandomierski; przypuszczenia te są obecnie uważane za mało prawdopodobne.